# Cincinnati Masters 2000
Cincinnati Masters 2000 — тенісний турнір, що проходив на кортах з твердим покриттям у місті Мейсон, США з 7 серпня. Належав до категорії Tennis Masters Series.

## Фінальна частина

### Одиночний розряд
Томас Енквіст —  Тім Генман 7–6(7–5), 6–4

### Парний розряд
Тодд Вудбрідж /  Марк Вудфорд —  Елліс Феррейра /  Рік Ліч 7–6(8–6), 6–4